# 논리형 프로그래밍
논리형 프로그래밍(論理型 프로그래밍, 영어: logic programming)은 논리 문장을 이용하여 프로그램을 표현하고 계산을 수행하는 개념에 기반을 둔다. 논리형 프로그래밍에서 볼 수 있는 일종의 논리 문장들은 (반드시 그런 것은 아니지만) 절대 문절 형태로 되어 있다:
G if G1 and … and Gn
이러한 프로그램들은 이를테면 추론 데이터베이스에서와 같이 순수하게 선언적으로 이해할 수 있다. 그러나 이들은 목표 추론 절차와 같이 절차적으로 이해할 수도 있다.:
to show/solve G, show/solve G1 and … and Gn
위의 예는 프롤로그의 예이다. 응답 집합 프로그래밍(answer set programming) 분야는 절대 문절 형태가 선택에 의해 확장되는 하나의 예이다.

## 같이 보기
- 충족 가능성 문제
- 함수형 프로그래밍
- 퍼지 논리
- 논리형 프로그래밍 언어